# Nobles intenciones
Nobles intenciones es una película neerlandesa del director Joram Lürsen basada en la novela Publieke werken (obras públicas) de Thomas Rosenboom. Con una ambientación en la Ámsterdam de finales del siglo XIX, la cinta es una de las películas más caras de la historia del cine neerlandés, con un presupuesto de 5,9 millones de euros. La cinta fue estrenada en Países Bajos el 10 de diciembre de 2015. La película es emitida por Netflix en todo el mundo desde julio de 2016, en español con el título Obras Públicas.

## Sinopsis
Ámsterdam 1888: la ciudad se está modernizando. El Rijksmuseum ha sido recientemente inaugurado y la Estación Central de Ámsterdam seguirá en unos meses. Por ello un grupo de inversores quiere construir un lujoso hotel enfrente de la nueva estación, el Hotel Victoria. Para ello primero deberán comprar las viviendas a los propietarios que se encuentran en la ubicación del futuro hotel. La mayoría aceptan un pago de 20,000 florines, excepto Walter Vedder, un anciano que posee una tienda de violines, que exige 50 mil por su tienda, a lo que la compañía del Victoria se opone. Además Walter consigue convencer a su vecino de que tampoco acepte los 20 mil florines.
El argumento se construye a partir de un hecho real: dos casitas del siglo XIX hasta la fecha se encuentran insertas en la fachada del hotel (vea imagen). La novela también se basa en la biografía real del apotecario Anijs en Hoogeveen, quien va más allá de su deber y su autoridad para tratar de mejorar la vida de un grupo de familias paupérrimas, dedicadas a la excavación de turba.
Las dos historias se entrelazan porque Vedder y Anijs son primos hermanos. Un tercer primo, Al Vedder, vive en Estados Unidos y es facilitador en el proceso de emigración. La obra pública, en este caso la construcción de una estación de trenes, no toma en consideración a los directamente afectados. Vedder y Anijs, aprovechando la fortuna que pronto recibirá el primero, tienen la noble intención de hacer justicia social por sus propias manos y ofrecer al grupo de familias pobres la oportunidad de emigrar a Estados Unidos.
La tragedia parece inevitable e implacable. Al final, lo que salva a los inocentes es un sorprendente elemento de cultura que los primos no supieron valorar.

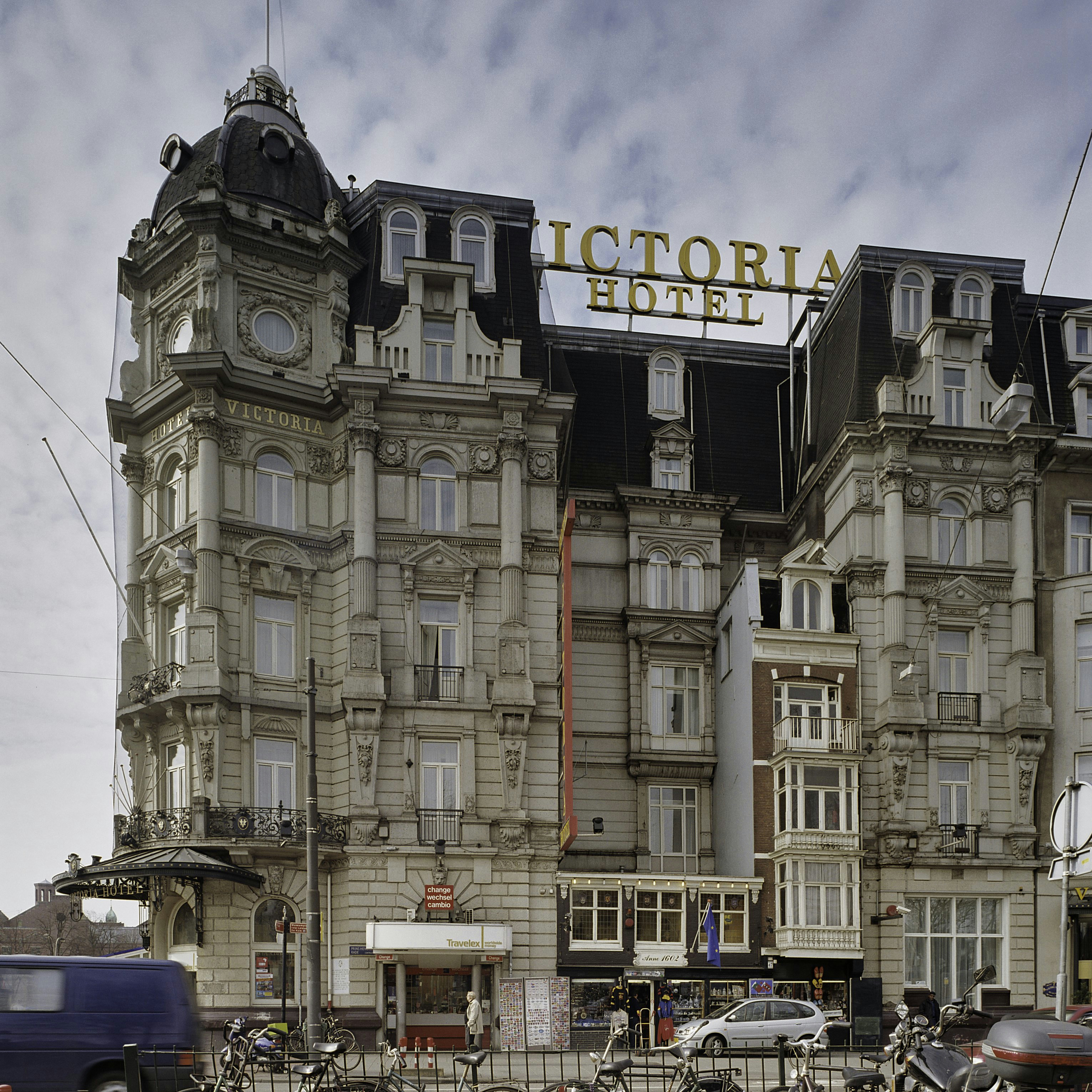
Hotel Victoria en Ámsterdam con las dos casitas del incorporadas.

## Reparto
| Actor                    | Personaje        |
| ------------------------ | ---------------- |
| Gijs Scholten van Aschat | Walter Vedder    |
| Jacob Derwig             | Christiaan Anijs |
| Rifka Lodeizen           | Martha           |
| Zeb Troostwijk           | Klein Pet        |
| Juda Goslinga            | Bennemin         |
| Elisabeth Hesemans       | Moeder Bennemin  |
| Joosje Duk               | Johanna Bennemin |
| Sander van Amsterdam     | Lubber           |
| Houk van Warmerdam       | Sieger           |
| Thomas Cammaert          | Ebert            |
| Leon Voorberg            | Henkenhaf        |
| John Leddy               | Mr. Carstens     |
| Tobias Kersloot          | Theo             |
| Peter Blankenstein       | Schuurman        |

## Nominaciones y premios[5]
- Festival internacional de cine Film by the Sea: Ganador del premio la Perla
- Países Bajos, 2016: Película de Oro por haber llegado a 100,000 espectadores
- Festival Neerlandés de cine, 2016: 5 nominaciones a premios del público, entre ellos por mejor película
- Festival Neerlandés de cine, 2016: 6 nominaciones a Gouden Kalf, entre ellos por mejor película